# Kilkenny (Minnesota)
Kilkenny es una ciudad ubicada en el condado de Le Sueur en el estado estadounidense de Minnesota. En el Censo de 2010 tenía una población de 134 habitantes y una densidad poblacional de 380,42 personas por km².

## Geografía
Kilkenny se encuentra ubicada en las coordenadas 44°18′57″N 93°34′27″O / 44.31583, -93.57417. Según la Oficina del Censo de los Estados Unidos, Kilkenny tiene una superficie total de 0.35 km², de la cual 0.35 km² corresponden a tierra firme y (0%) 0 km² es agua.

## Demografía
Según el censo de 2010, había 134 personas residiendo en Kilkenny. La densidad de población era de 380,42 hab./km². De los 134 habitantes, Kilkenny estaba compuesto por el 99.25% blancos, el 0% eran afroamericanos, el 0% eran amerindios, el 0% eran asiáticos, el 0% eran isleños del Pacífico, el 0.75% eran de otras razas y el 0% pertenecían a dos o más razas. Del total de la población el 0.75% eran hispanos o latinos de cualquier raza.